# Lijst van pluralia tantum
Deze lijst van pluralia tantum geeft een onvolledig overzicht van pluralia tantum in het Nederlands: termen die de vormkenmerken van een meervoud hebben, maar waarvan het bijbehorende enkelvoud niet bestaat, althans niet in dezelfde betekenis.

## Toelichting
Een voorbeeld is het woord "troepen". In de betekenis van manschappen is het een plurale tantum. Het woord "troep" bestaat wel in het enkelvoud, maar heeft dan andere betekenissen, zoals rommel of een groep dieren. Ook "data" in de betekenis gegevens heeft geen enkelvoud, hoewel "datum" wel als tijdsaanduiding bestaat. Het woord "ommeland" bestaat in het enkelvoud, maar de Groninger Ommelanden niet.
"Burelen" en "ingewanden" zijn twijfelachtig als pluralia tantum, want het Groene Boekje geeft "bureel" en "ingewand" als hun enkelvouden. Het woord "bureel" is in het Belgisch-Nederlands langer gangbaar gebleven dan in andere regiolecten, maar hoort ook daar niet meer tot de standaardtaal.  Ook "ingewand" is ongebruikelijk en Backhuys noemt "ingewanden" als plurale tantum.
Enkele pluralia tantum hebben een verbogen vorm die wel in het enkelvoud gebruikt kan worden. Bij "landerijen" heeft het verkleinwoord de enkelvoudsvorm "landerijtje"; in de uitdrukking ten burele van is "burele" een enkelvoud in de derde naamval.

## Namen
Zeer veel eigennamen zijn pluralia tantum, waaronder die van allerhande bevolkingsgroepen, eilandengroepen en berg- en heuvelgebieden. Enkele voorbeelden: 
- Groepen mensen en hun instituties: Chaldeeën, Gedeputeerde Staten, Hebreeën,[4] Illuminati, Inuit, Makkabeeën, Olympische Spelen, Provinciale Staten, Roma, Sassaniden, Sinti, Staten-Generaal,[5] Taliban.
- Eilandengroepen: Aleoeten, Azoren, Bahama's, Balearen, Caraïben, Dardanellen, Filipijnen, Hebriden, Lofoten,[6] Nieuwe Hebriden, Salomonseilanden.[7]
- Gebergten en heuvelgebieden: Apennijnen, Ardennen, Dolomieten, Karpaten, Pyreneeën, Rocky Mountains. Een twijfelgeval zijn de Alpen: de ene bron geeft deze in een opsomming van pluralia tantum,[2] de andere stelt dat dit oorspronkelijk zo geweest is, maar dat al vanaf de 19e eeuw ook de enkelvoudsvorm gebruikt wordt.[8]
- Overige plaatsaanduidingen: Acht Zaligheden, Beerzen (Oostelbeers, Middelbeers, Westelbeers), Kempen, Lage Landen, Ommelanden, Tuilerieën, Verenigde Arabische Emiraten, Verenigde Staten.

## Woorden
- aanstalten
- alcoholica
- amoretten
- annalen
- auspiciën
- avances
- bescheiden
- barrebiesjes (afgeleid van Berbice)
- besognes
- capriolen
- chemicaliën
- conserven
- consorten
- contreien
- coulissen
- data (gegevens)
- diggelen
- erven
- exequiën
- exuviën
- fecaliën
- fikken
- financiën
- fratsen
- gebroeders[9]
- genitaliën
- gezusters[9]

- hersenen, hersens
- hurken
- infusoriën
- inkomsten
- jatten
- kladden
- kleren
- kosten
- landerijen
- lauweren
- leges
- letteren
- lieden
- lurven
- manen (lange haren)
- manschappen
- manufacturen
- mazelen
- memoires
- middeleeuwen
- notulen
- omstreken[9]
- onkosten[9]
- onlusten[9]
- paperassen
- perikelen
- personalia[10]

- planariën
- pokken
- populaires
- prammen
- prullaria
- quisquiliën
- regionen
- represailles
- revenuen
- saturnaliën
- schorseneren
- scrupules
- smiezen
- spiritualia
- stelten
- strapatsen
- subtropen
- tierelantijnen
- troebelen
- troepen (manschappen)
- de tropen
- valuta
- victualiën
- waterpokken
- watten
- wittebroodsweken
- zemelen